# Björntjärnen (Anundsjö socken, Ångermanland, 707050-160346)
Björntjärnen är en sjö i Örnsköldsviks kommun i Ångermanland och ingår i Moälvens huvudavrinningsområde.